# Peponidium capuronii
Peponidium capuronii är en måreväxtart som beskrevs av Alberto Judice Leote Cavaco. Peponidium capuronii ingår i släktet Peponidium och familjen måreväxter. Inga underarter finns listade i Catalogue of Life.